# 스냅샷 (사진술)

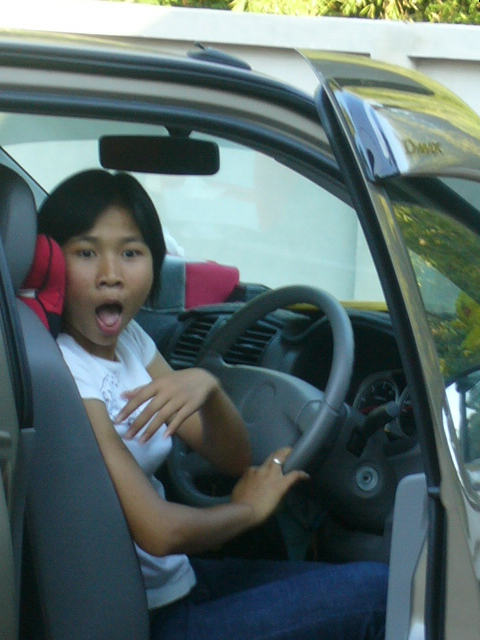
소녀는 차에서 내리려다 실수로 경적을 울렸고, 사진가는 이미 그녀의 일반적인 모습을 촬영하기 위해 렌즈를 겨냥한 상태였다.

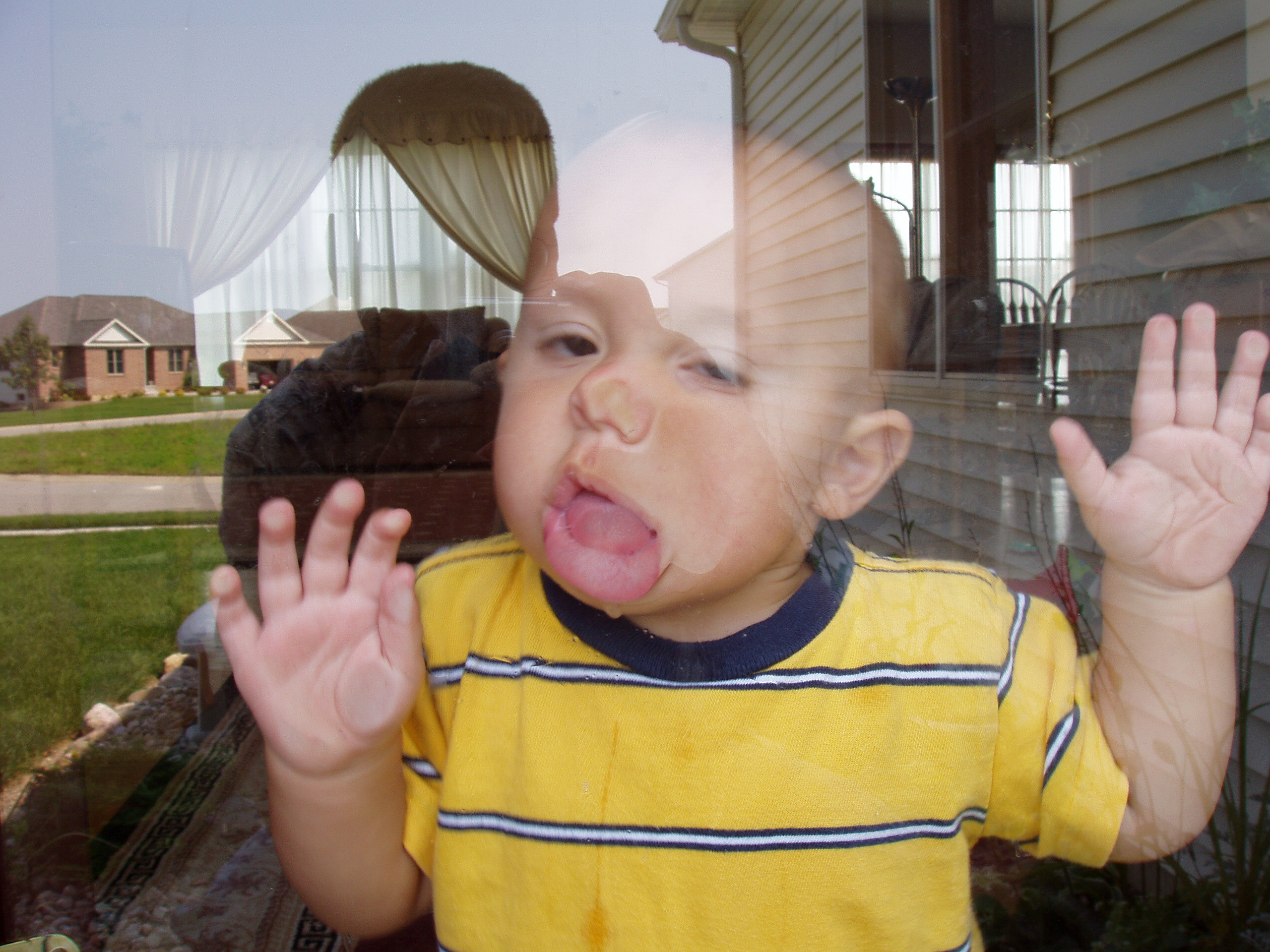
스냅샷은 불완전한 이미지로 기억에 남는 순간을 담아낸다. 여기서는 글레어가 사진가를 노출하고 피사체와의 친밀한 관계를 암시한다.

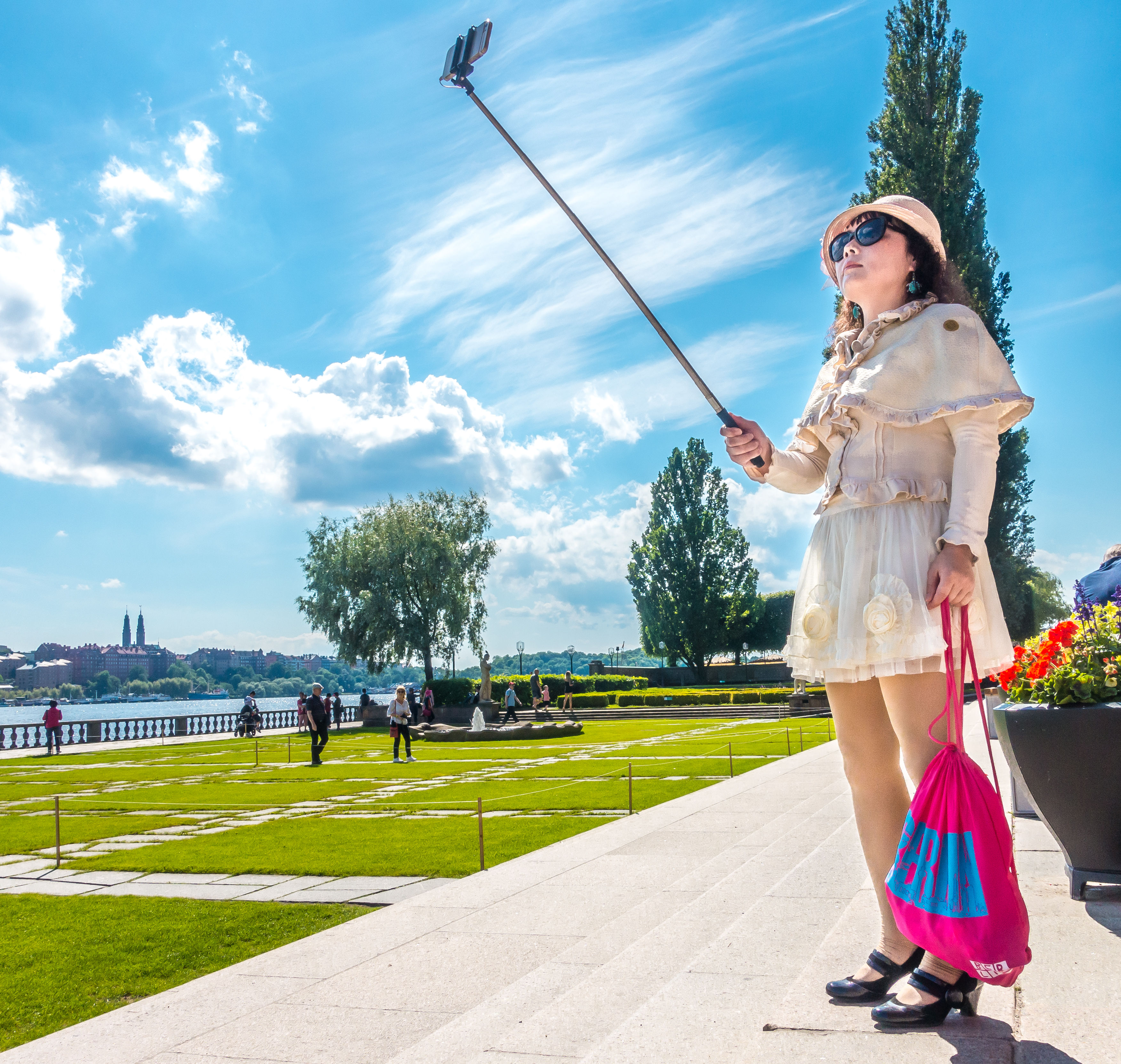
관광객이 셀프카메라를 찍는 스냅샷.

스냅샷(snapshot)은 자발적이고 빠르게 "찍힌" 사진으로, 대부분 예술적 또는 저널리즘적 의도 없이 비교적 저렴하고 소형의 사진기로 촬영된다.
일반적인 스냅샷의 주제는 일상생활의 사건들로, 가족, 친구, 반려동물, 노는 아이들, 생일 파티 및 기타 기념행사, 일몰, 관광지 등을 자주 담는다.
스냅샷은 기술적으로 "불완전"하거나 아마추어적일 수 있다: 구도가 좋지 않거나, 구성이 좋지 않고, 초점이 맞지 않거나, 플래시로 부적절하게 조명될 수 있다. 일반 소비자용 카메라의 자동 설정은 스냅샷에서 기술적으로 균형 잡힌 품질을 얻는 데 도움이 되었다. 이러한 설정을 사용하면 초점 지점과 얕은 피사계 심도를 더 잘 제어하여 배경을 흐리게 처리하여 피사체를 돋보이게 하는 더 만족스러운 이미지를 얻을 수 있는 전문가의 선택이 부족할 수 있다.
스냅샷 사진은 다른 시각 매체와 사진술을 구별하는 특성, 즉 보편성, 즉시성, 다중성 및 핍진성을 가진 이미지를 제공한다는 점에서 사진술의 가장 순수한 형태로 간주될 수 있다.

## 역사
1839년 사진술이 도입되었을 때, 노출 시간은 몇 분이 걸렸다. 합리적으로 선명한 이미지를 얻기 위해서는 카메라를 손에 들 수 없었고, 사진가는 검은 천 아래에서 카메라 뒤를 통해 들여다본 후 감광판을 장전했으며, 피사체는 완전히 움직이지 않아야 했다. 특수 머리 받침대와 팔 받침대를 사용할 수 있었고, 피사체가 이러한 상황에서도 편안하게 유지할 수 있었더라도, 사진에 자신의 특징이 제대로 나타나려면 표정을 잘 유지해야 했다. 이로 인해 어떤 자발성도 포착하는 것이 불가능했다. 다음 수십 년 동안, 감광 유제의 감광도 증가, 더 빠른 렌즈, 자동 셔터와 같은 다양한 개선 사항이 모션 블러로 인해 번질 수 있었던 선명한 세부 사항을 포착하고자 하는 실험적인 사진가들에 의해 개발되었다. 인물 사진에서 더 자연스러운 표정이 우선시되었고, 다른 이들은 풍경에서 분위기 있는 세부 사항을 촬영할 수 있기를 원했다.

### 즉시 사진
1850년대에는 "즉시 사진"의 사례가 점점 더 많이 나타나기 시작했다. 초기 개척자들 중 상당수는 반드시 야심찬 순수 예술가는 아니었지만, 아마추어이거나 캐비닛 카드 및 스테레오 뷰와 같은 저렴한 소형 형식을 선호하는 대중에게 서비스를 제공하는 상업 사진가일 수도 있었다. 주제는 종종 그 시대의 인기 있는 여가 활동을 반영했다. 프랑스와 영국에서 해변에서 시간을 보내는 것이 가장 좋아하는 여가 활동이 되면서 해변 풍경은 매우 인기 있는 주제가 되었고, 그러한 사진에서 파도의 선명도는 노출 시간을 짐작하게 한다. 에드몽 바코트(Edmond Bacot)의 불로뉴쉬르메르(Boulogne-sur-Mer) 해변 풍경 알부멘 사진은 1850년 5월에 제작된 것으로 추정되는 매우 초기 사례이다. 실험적인 알부멘 유리 네거티브는 비교적 높은 대비를 가진 사진에서 많은 파도를 정의되지 않은 흰색 영역으로 보여주었다. 존 딜윈 르웰린은 1854년 런던에서, 1855년 파리 1855년 만국 박람회에서 여러 초기 해변 즉시 사진을 전시했다. 이 사진들은 파도가 얼마나 잘 표현되었는지에 대한 상세한 분석과 함께 비평가들로부터 좋은 평가를 받았다. 르웰린은 아마도 자동 셔터 사용을 일찍 채택했을 것으로 보이지만, 언제부터 이러한 관행을 시작했는지는 불확실하다.
즉시 사진의 노출 시간은 일반적으로 1초 이하로 이해되었지만, 이 용어는 명확한 정의가 없었고, 심지어 30초까지 노출된 사진도 즉시 사진이라고 주장하는 사람들도 있었다.
토마스 스카이프는 더 작은 렌즈와 더 작은 사진이 더 짧은 노출 시간을 필요로 한다는 것을 깨닫고 1859년에 그에 따라 작은 "피스톨그래프" 카메라를 개발했다. 그 해 말까지 그는 자신과 그의 학생들이 스프링 셔터가 달린 휴대용 카메라로 약 500장의 사진을 찍었다고 주장했다. 작은 "피스톨그램"은 돋보기로 보는 것이 가장 좋았지만, 충분한 선명도로 원본 크기의 수백 배에 달하는 확대 사진(당시에는 흔하지 않은 관행)을 만드는 것도 가능했다. 세 아이를 묘사한 브로치 크기의 원본 "크로모 크리스탈" 예시는 브라이튼 헤럴드로부터 칭찬을 받았다: "중앙에 있는 애완동물의 웃는, 조롱하는 눈은 참으로 사진의 승리이며, 다른 두 아이의 특징은 그들의 얼굴에 분명히 찍혀 있다."
1860년, 존 허셜은 "말하자면 스냅샷으로 사진을 찍을 가능성, 즉 10분의 1초 만에 사진을 확보할 가능성"에 대해 썼다. 허셜은 이것이 당시 이미 가능했거나 곧 가능해질 것이라고 믿었다. 그는 또한 이것이 입체 동영상 실현에 한 걸음 더 다가선 것일 뿐이라고 당연하게 여겼다.
1878년 3월, 사우스 런던 사진 협회(South London Photographic Society) 회의에서 아마추어 사진가 찰스 하퍼 베넷은 건식 젤라틴 실버 인화법 플레이트로 찍은 놀라운 사진 몇 장을 선보였다. 그는 이 플레이트들을 감도를 높이기 위해 최대 7일 동안 가열했다. "강변 보트 장면, 드롭 셔터 노출 – 약 1/20초"는 이 개선된 공정의 빠른 속도를 보여주었다. 이 플레이트들은 또한 다루기가 훨씬 쉬웠고, 베넷이 공식을 발표한 지 몇 주 만에 여러 대형 상업용 사진 플레이트 회사들이 이 공식을 채택했다. 곧 습식 콜로디온 습판 공정보다 더 인기를 얻게 되었다.
1878년 6월 15일, 에드워드 마이브리지는 릴런드 스탠퍼드의 지시로 경주마의 최고 속도 활보 및 질주하는 모습의 여러 단계를 기록했다. 1877년의 심하게 수정된 단일 사진이 많은 의심을 받았기 때문에 언론인들이 이 이벤트를 목격하도록 초대되었고, 성공적인 실험에 대한 광범위한 보도가 신문에 실렸다. 이 사진들은 움직이는 말이라는 제목의 캐비닛 카드로 출판되었고, 사이언티픽 아메리칸 및 라 나튀르와 같은 대중 과학 잡지에도 실렸다.

### 코닥의 영향
스냅샷 개념은 이스트먼 코닥에 의해 대중에게 소개되었는데, 1900년에 브라우니 상자 카메라를 출시했다. 코닥은 가족들이 브라우니를 사용하여 순간을 포착하고 완벽한 이미지를 만드는 것에 얽매이지 않고 사진을 찍도록 장려했다. 코닥 광고는 소비자들에게 "삶의 순간을 기념하고" "코닥 순간"(Kodak Moment)을 찾도록 촉구했다.

### 폴라로이드 카메라
촬영 직후 사진을 현상하고 고정하는 즉석사진기는 1948년부터 에드윈 H. 랜드의 폴라로이드에 의해 개발되고 성공적으로 시장에 출시되었다. 다른 여러 회사들도 그 뒤를 따랐다. 당시 대부분의 다른 카메라는 화학 약품으로 네거티브를 현상하고 고정해야 했으며, 암실이나 실험실에서 확대 인화물로 재생산해야 했다.
많은 전문 사진가와 영화 제작자들은 이 기술을 시간 소모적인 최종 작업을 시작하기 전에 빠른 테스트 및 참고 자료로 사용했으며, 그 결과는 훨씬 나중에야 볼 수 있었다. 즉석 카메라는 소비자 시장에서도 어느 정도 성공을 거두었지만, 아마추어들 사이에서 저렴한 네거티브 필름 롤 시스템만큼 널리 사용되지는 않았다.

### 스냅샷 미학
스냅샷 미학의 초기 이론가 중 한 명은 오스트리아의 건축 비평가인 요제프 아우구스트 룩스로, 그는 1908년에 『예술적인 코닥의 비밀』(Künstlerische Kodakgeheimnisse)이라는 책을 썼는데, 이 책에서 그는 브라우니와 같은 코닥 카메라의 사용을 옹호했다. 가톨릭의 근대성 비판에 영향을 받은 입장에서, 그는 카메라의 사용 용이성이 사람들이 주변을 사진으로 찍고 기록할 수 있게 해주었으며, 이로써 그가 희망했던 현대 세계의 끊임없는 변화 속에서 일종의 안정성을 만들어낼 수 있다고 주장했다.
'스냅샷 미학'이라는 용어는 1963년경부터 미국의 예술사진 내에서 유행했던 경향과 함께 등장했다. 이 스타일은 일반적으로 평범한 일상 주제와 중심을 벗어난 구도를 특징으로 한다. 주제는 종종 이미지 간의 명확한 연결 없이 제시되며, 대신 개별 사진 간의 병치와 단절에 의존한다.
미국적 경향의 창시자는 1958년에 출판된 그의 사진집 미국인들로 로버트 프랭크이다.
스냅샷 경향은 1962년부터 1991년까지 뉴욕 근대미술관 사진 부서장을 맡았던 존 샤카우스키에 의해 장려되었고, 특히 1970년대 후반부터 1980년대 중반까지 유행했다. 주목할 만한 사진가로는 개리 위노그랜드, 낸 골딘, 볼프강 틸만스, 마틴 파르, 윌리엄 에글스턴, 그리고 테리 리처드슨이 있다. 유진 스미스와 고던 파크스와 같은 사진가들과는 대조적으로, 이 사진가들은 "삶을 개혁하는 것이 아니라 삶을 아는 것"을 목표로 했다. 프랭크는 "나는 낭만주의에 지쳐 있었다. [...] 내가 본 것을 순수하고 간단하게 보여주고 싶었다."고 말했다. 샤카우스키는 1967년 뉴욕 근대미술관에서 열린 영향력 있는 전시회 "뉴 도큐먼츠"에서 다이안 아버스, 리 프리드랜더, 개리 위노그랜드의 작품을 부각시켰는데, 이 전시회에서 그는 사진의 새로운 경향을 발견했다: 캐주얼하고 스냅샷 같은 모습에 놀랍도록 평범한 주제를 담고 있는 사진들. 위노그랜드는 "사진을 찍을 때 나는 삶을 본다. [...] 그것이 내가 다루는 것이다. 내 머릿속에 사진이 없다... 사진이 어떻게 나올지 걱정하지 않는다. 알아서 되게 한다... 멋진 사진을 만드는 것이 아니다. 그것은 누구든 할 수 있다."고 말했다.
이후 모리야마 다이도, 히로믹스, 라이언 맥긴리, 미코 림, 아르니스 발쿠스와 같은 사진가들은 스냅샷 미학 덕분에 국제적인 인정을 받았다. 1990년대 초부터 이 스타일은 패션 사진, 특히 더 페이스와 같은 청소년 패션 잡지에서 지배적인 모드가 되었고, 이 시기의 사진은 종종 소위 '헤로인 시크' 룩(특히 낸 골딘의 영향을 받은 것으로 여겨지는 룩)과 연관된다.
이 용어는 예술가들이 "고전적인" 흑백 향토 스냅샷에 매료되면서 생겨났는데, 그 특징은 다음과 같다: 1) 뷰파인더가 프레임의 가장자리를 쉽게 '볼' 수 없었던 수동 카메라로 찍혔고(최신 저렴한 디지털 카메라와는 달리 전자식 뷰파인더가 없어 피사체가 중앙에 위치해야 했다), 2) 평범한 사람들이 자신들의 삶의 의식과 살고 방문했던 장소를 기록하기 위해 찍었다는 것이다.

### 21세기: 카메라폰 사진
"스냅샷 카메라"의 자동화를 점점 더 늘리는 전통은 저렴한 포인트 앤 슛 디지털 카메라와 카메라폰으로 이어지는데, 이들은 플래시, 감광 속도, 자동 초점, 셔터 속도 및 기타 여러 기능을 완전히 자동화하여 균형 잡힌 결과물을 보장한다. 2010년대 이후로는 증강 현실 기술을 기반으로 한 소프트웨어로 실시간으로 시각 효과를 쉽게 추가할 수 있게 되었는데, 예를 들어 스냅챗의 필터가 그렇다.
대부분의 시간 동안 손이 닿는 곳에 있는 카메라폰은 스냅샷 촬영, 공유 및 온라인 게시를 전 세계적으로 보편적인 일상적인 관행으로 만들었다.
카메라폰 사진은 그 자체로 예술 형태가 되었다.

## 같이 보기
- 캔디드 사진
- 향토 사진